# Alejandra Gutiérrez
Alejandra Gutiérrez Carrillo (Cuautla, Morelos, México, 2 de julio de 1994), conocida como Alejandra Gutiérrez, es una futbolista mexicana. Juega como portera en Xolas de la Primera División Femenil de México. Ha sido seleccionada mexicana en categorías inferiores Sub-20.

## Clubes
| Club        | País   | Año                          |
| ----------- | ------ | ---------------------------- |
| Tigres UANL | México | 2018 - 2021 Xolas 2021-2023' |

## Estadísticas

### Clubes
Actualizado al último partido jugado el 21 de marzo de 2022.
| Tigres UANL · México                        | 1.ª                 | 2018-19             | 18 | 0 | — | — | — | — | 18 | 0 | 0.00 |
| Tigres UANL · México                        | 1.ª                 | 2019-20             | 0  | 0 | — | — | — | — | 0  | 0 | 0.00 |
| Tigres UANL · México                        | 1.ª                 | 2020-21             | 5  | 0 | — | — | — | — | 5  | 0 | 0.00 |
| Tigres UANL · México                        | Total               | Total               | 23 | 0 | 0 | 0 | 0 | 0 | 23 | 0 | 0.00 |
| C. Tijuana · México                         | 1.ª                 | 2021-22             | 10 | 0 | — | — | — | — | 10 | 0 | 0.00 |
| C. Tijuana · México                         | Total               | Total               | 10 | 0 | 0 | 0 | 0 | 0 | 10 | 0 | 0.00 |
| Total en su carrera                         | Total en su carrera | Total en su carrera | 33 | 0 | 0 | 0 | 0 | 0 | 33 | 0 | 0.00 |
| (3) No incluye goles en partidos amistosos. |                     |                     |    |   |   |   |   |   |    |   |      |

## Palmarés

### Títulos nacionales
| Título                   | Club        | País   | Año      |
| ------------------------ | ----------- | ------ | -------- |
| Primera División Femenil | Tigres UANL | México | Cl. 2021 |